# Husk
Husk es una película de terror estadounidense. Es protagonizada por Devon Graye, C. J. Thomason, Tammin Sursok y Ben Easter. Es dirigida por Brett Simons. Es un remake de la película de 1988 Scarecrows.

## Trama
La película sigue a cinco amigos en una fiesta de fin de semana que se quedan varados en una finca aislada después de que cuervos salvajes atacaran su auto. Los amigos pronto se dan cuenta de que los campos de maíz están habitados por reanimados espantapájaros por un suceso acontecido hace varios años.

## Elenco
- Devon Graye como Scott.
- C. J. Thomason como Chris.
- Wes Chatham como Brian.
- Tammin Sursok como Natalie.
- Ben Easter como Johnny.
- Josh Skipworth como Corey Comstock.
- Nick Toussaint como Alex Comstock.
- Michael Cornelison
- Candice Rose
- Aaron Harpold